# Mdou Moctar
Mahamadou Souleymane, conegut professionalment com Mdou Moctar i nascut l'any 1986 o el 1984 és un músic Tuareg d'Agadez, Niger, i és un dels primers músics a tocar adaptacions tradicionals de la música tuareg. Es va fer famós per primera vegada a través d’una xarxa comercial de telèfons mòbils i targetes de memòria a l’Àfrica occidental.
Mdou Moctar és un artista popular de noces i canta sobre l’islam, l'educació, l’amor i la pau en Tamashek. És esquerrà i toca rock tuareg amb una Fender Stratocaster.